# Hans Antonsson
Hans Antonsson (Trollhättan, Suecia, 8 de noviembre de 1934-1 de septiembre de 2021) fue un deportista sueco retirado especialista en lucha libre olímpica donde llegó a ser medallista de bronce olímpico en Roma 1960.

## Carrera deportiva
En los Juegos Olímpicos de 1960 celebrados en Roma ganó la medalla de bronce en lucha libre olímpica estilo peso medio, tras el luchador turco Hasan Güngör (oro) y el soviético Georgy Skhirtladze (plata).